# Natàlia Klímova
Natàlia Klímova   (Mariúpol, 31 de maig de 1951) és una exjugadora de bàsquet ucraïnesa que va competir sota bandera soviètica durant la dècada de 1970.
El 1976 va prendre part en els Jocs Olímpics de Mont-real, on guanyà la medalla d'or en la competició de bàsquet. En el seu palmarès també destaquen dues medalles d'or al Campionat del Món de bàsquet (1971 i 1975) i tres al Campionat d'Europa de bàsquet (1972, 1974 i 1976). A nivell de clubs jugà al Dinamo de Kíev.